# Pi2 Orionis
Título a ser usado para criar uma ligação interna é Pi2 Orionis.
Pi2 Oriontis (2 Oriontis) é uma estrela na direção da constelação de Orion. Possui uma ascensão reta de 04h 50m 36.72s e uma declinação de +08° 54′ 00.9″. Sua magnitude aparente é igual a 4.35. Considerando sua distância de 194 anos-luz em relação à Terra, sua magnitude absoluta é igual a 0.48. Pertence à classe espectral A1Vn.